# 梁鉉錫
梁鉉錫（1970年1月9日—），曾误译為楊賢碩，前韓國知名團體徐太志和孩子們的團員之一，1996年因徐太志的作曲壓力而無法繼續發專輯所以很遺憾地與粉絲們告別，随后创办了今天的YG娛樂。2010年3月，梁鉉錫在官方網站突然公開與自家公司的前女子組合Swi.t成員、同時也是水晶男孩成員李宰鎮的妹妹李恩宙九年秘密戀情。兩人的孩子也在同年的8月出生。目前從事演藝規劃與音樂製作相關的工作。2012年，梁鉉錫的兒子在5月公開名字和照片，取名為梁承玄，同時也意味著讓兒子長大後繼承他的事業。2012年因著旗下藝人PSY的《江南Style》轟動世界並一夜成名，成為股王。2019年6月14日，宣布辞职离开YG娱乐。2022年12月，以總監制身份重返YG娛樂，並推出公司第五代女團Babymonster。

## 資料來源
1. ↑  . 韓國觀光公社. （原始内容存档于2014-11-11） （中文（臺灣））.
2. ↑  . Munhwa Broadcasting Corporation. 2010-03-09  [2016-04-02]. （原始内容存档于2016-04-02） （韩语）.
3. ↑  . DongA Ilbo. 2014  [2016-04-02]. （原始内容存档于2016-04-02） （韩语）.
4. ↑  . Kpopn. 2010-03-10  [2016-10-24]. （原始内容存档于2016-09-21） （中文（繁體））.
5. ↑  . Kpopn. 2010-08-08  [2016-10-24]. （原始内容存档于2016-09-21） （中文（繁體））.